# Bruce Willis
Bruce Willis   (Idar-Oberstein, 19 de març de 1955) és un actor i cantant estatunidenc, retirat des de març del 2022.

## Biografia
La seva mare va néixer a Kassel, (Alemanya). El seu pare era un soldat nord-americà destacat en aquell país, i Willis va néixer en una base militar estatunidenca. Va créixer a Nova Jersey. En la infància, tenia un problema de parla: tartamudejava. En la seva espatlla dreta es pot apreciar una cicatriu produïda per una lesió que sofrí quan tenia 17 anys. L'actor es trencà l'espatlla i va haver de sotmetre's a una operació quirúrgica particularment complicada pels músculs implicats en la zona.
Fou elegit entre 11.000 aspirants per interpretar la sèrie de TV, Moonlighting (Llum de lluna) que el convertí en estrella d'aquest mitjà i facilità el seu accés a la pantalla gran. Va ser la primera estrella que acceptà posar la seva veu i interpretació al servei d'un vídeojoc, interaccionant amb els moviments del seu personatge dintre d'aquest.
Es va fer famós a partir de la dècada dels anys 1980 i des d'aquell moment manté la seva carrera com un home important de Hollywood, gràcies al paper de John McClane a Die Hard. El 21 de novembre de 1987 es casà amb l'actriu Demi Moore (en una cerimònia oficiada per Little Richard), i es divorciaren el 18 d'octubre de l'any 2000. Tingueren tres filles: Rumer, nascuda el 1988, Scott Larue nascuda el 1991, i Tallulah Belle, nascuda el 1994. Afirma que està molt més orgullós de ser pare que de ser actor.
El 1987 fou arrestat per la policia quan els agents acudiren a casa seva atenent la trucada d'uns veïns per l'escàndol de Willis i els seus invitats en una de les festes més boges que es recorden a la zona i en la vida de l'actor.
L'any 1988 imposà un nou rècord en el sou dels actors cinematogràfics quan aconseguí que li paguessin 5 milions de dòlars per interpretar La jungla de cristall. A partir d'aquest moment, el sou dels astres hollywoodencs no ha parat de pujar.
El 1997 fundà la companyia teatral A Company of Fools, per al foment d'artistes i muntatges teatrals que necessiten mitjans per seguir endavant amb els seus treballs fent gires pels Estats Units.
El 1996 aparegué en un programa de TV, el Show de David Letterman, per promocionar un film de la seva esposa, Demi Moore, Streptease. Willis feu el seu propi numeret de striptease davant les càmeres per ser contundent en la promoció.
Entre les seves manies s'hi compten posar-se el rellotge del revés, amb l'esfera mirant cap avall. No ho pot evitar i ocasionalment alguns dels seus personatges han aparegut amb el rellotge en aquesta posició davant les càmeres La jungla de cristall: la venjança, Al roig roent…)
El seu germà petit, Robert, de 42 anys, morí el 2001 com a conseqüència d'un càncer de pàncrees.
L'any 2003 demandà Revolution Studios, la productora de Llàgrimes del Sol, per haver estat ferit al cap, sofrint cremades a conseqüència d'una activitat extrema i al límit durant el rodatge. Segons afirmà, les ferides li havien infligit no solament sofriment físic, sinó també psicològic.
El 13 d'abril de 2005 rebé l'Orde de les Arts i de les Lletres atorgat pel govern francès per la seva contribució a la indústria del cinema. D'alguna cosa havia de servir-li apuntar-se a protagonitzar El cinquè element.
Fou elegit inicialment per a interpretar el paper de Terry Benedict, el propietari del casino de Las Vegas que assalten en George Clooney i companyia a Ocean's Eleven, però refusà el paper i fou substituït per Andy Garcia. Posteriorment aparegué en la segona entrega, Ocean's Twelve, interpretant-se a si mateix.
El 2007 tornà a ser John McLane a la quarta part de la saga Die Hard (Live Free or Die Hard), dirigida per Len Wiseman.
Ell i la seva ex, Demi Moore, estan furiosos amb el capatàs del seu ranxo a Idaho, Lawrence Bass, perquè aquest pretén publicar un llibre de memòries sobre el temps que passà treballant per aquesta parella, explicant-ho tot sobre la part que coneix de la vida privada de les estrelles. Bass ha afirmat que Willis ha arribat amenaçar-lo, encara que ell pensa seguir endavant amb el seu projecte, en el qual segons es diu inclourà informació sobre una suposada denúncia contra Demi Moore per assetjament sexual contra ell, fet que seria particularment pintoresc tenint en compte que l'actriu ja interpretà una assetjadora en la ficció en el film Assetjament. La denuncia fou arxivada i callada de cara al públic, segons manifesta Bass, el qual afirma quelcom realment molt dur contra la parella: Pots treure la noia del parc de trailers, però no pots treure el parc de trailers de la noia. La vida d'ambdós em sembla patètica, una vergonya. L'advocat de Willis i Moore anuncia querella i apunta amb el dit Bass senyalant que és un perdedor, un home desesperat i un criminal convicte. La continuació del culebró, primer a les llibreries, i amb seguretat en els tribunals.
Frank Miller defineix a Hartigan, el personatge que interpreta a Sin City, com l'heroi més pur que he pogut crear, el Galahad de la història, i senyala que treballar amb Willis ha estat com estar en la sala d'operacions amb un cirurgià experimentat: posseeix tanta experiència que pot provocar cert reparo o por en un primer moment en què agafa l'escalpel s'opera una transformació. És clar que pren el material de base i l'adapta a la seva personalitat, però ho fa amb gran respecte, i ha aconseguit transcriure a la perfecció l'esperit de sèrie negra a l'estil Raymond Chandler.
Ha rebut molts premis durant la seva carrera, inclosos els Razzies, una mena d'anti-Oscars a les pitjors actuacions i films. Willis ha estat l'únic actor nominat 8 cops als Razzies, i l'ha guanyat 1 cop. La Fundació GRAF que atorga els Razzies va arribar a crear la categoria "Pitjor pel·lícula de Willis", que va eliminar per respecte un cop coneguda la malaltia que l'ha apartat dels escenaris.
El març del 2022 la seva família anuncià per les xarxes socials que Willis deixava el món de l'actuació per estar afectat per afàsia. El febrer de 2023 la família de Willis va comunicar que l'actor pateix demencia frontotemporal.

## Filmografia
| Any  | Títol                                                             | Paper                                      | Notes                           | Ref   |
| ---- | ----------------------------------------------------------------- | ------------------------------------------ | ------------------------------- | ----- |
| 1980 | El primer pecat mortal (The First Deadly Sin)                     | actor                                      |                                 |       |
| 1982 | Veredicte final (The Verdict)                                     | actor                                      |                                 |       |
| 1987 | Sunset                                                            | actor                                      |                                 |       |
| 1987 | Cita a cegues (Blind Data)                                        | actor                                      |                                 |       |
| 1988 | Die Hard                                                          | Tinent John McClane                        |                                 |       |
| 1989 | Records de guerra (In Country)                                    | actor                                      |                                 |       |
| 1989 | Mira qui parla (Look Who's Talking)                               | actor (veu de Mikey)                       |                                 |       |
| 1990 | Mira qui parla també (Look Who's Talking Too)                     | actor (veu de Mikey)                       |                                 |       |
| 1990 | Die Hard 2                                                        | actor (Tinent John McClane)                |                                 |       |
| 1990 | La foguera de les vanitats (The Bonfire of the Vanities)          | actor                                      |                                 |       |
| 1991 | Pensaments mortals (Mortal Thoughts)                              | actor                                      |                                 |       |
| 1991 | L'últim boy scout (The Last Boy Scout)                            | actor                                      |                                 |       |
| 1991 | Billy Bathgate                                                    | actor                                      |                                 |       |
| 1991 | El gran falcó (Hudson Hawk)                                       | actor                                      | Guionista                       |       |
| 1991 | El joc de Hollywood (The Player)                                  | actor                                      |                                 |       |
| 1992 | Death Becomes Her                                                 | actor                                      |                                 |       |
| 1993 | Persecució mortal (Striking Distance)                             | actor                                      |                                 |       |
| 1993 | Amb l'arma a punt (Loaded Weapon 1)                               | actor                                      |                                 |       |
| 1994 | Nobody's Fool                                                     | actor                                      |                                 |       |
| 1994 | El color de la nit (Color of Night)                               | actor                                      |                                 |       |
| 1994 | Un noi anomenat Nord (North)                                      | narrador                                   |                                 |       |
| 1994 | Pulp Fiction                                                      | actor                                      |                                 |       |
| 1995 | Die Hard: With a Vengeance                                        | actor (Tinent John McClane)                |                                 |       |
| 1995 | Four Rooms                                                        | actor                                      |                                 |       |
| 1995 | 12 Monkeys                                                        | actor (James Cole)                         |                                 |       |
| 1995 | Beavis and Butt-Head Do America                                   | veu (Muddy)                                |                                 |       |
| 1996 | L'últim home (Last Man Standing)                                  | actor                                      |                                 |       |
| 1997 | El cinquè element (Le Cinquième Élément)                          | Korben Dallas                              |                                 |       |
| 1997 | The Jackal                                                        | actor                                      |                                 |       |
| 1998 | The Siege                                                         | actor                                      |                                 |       |
| 1998 | Armageddon                                                        | actor (Harry S. Stamper)                   |                                 |       |
| 1998 | Mercury Rising                                                    | actor                                      |                                 |       |
| 1999 | Breakfast of Champions                                            | actor                                      |                                 |       |
| 1999 | El sisè sentit (The Sixth Sense)                                  | actor (Sr. Malcolm Crowe)                  |                                 |       |
| 1999 | Falses aparences (The Whole Nine Yards)                           | actor (Jimmy "El Tulipán" Tudeski), música |                                 |       |
| 1999 | La nostra història (The Story of Us)                              | actor                                      |                                 |       |
| 2000 | The Kid                                                           | actor                                      |                                 |       |
| 2000 | El protegit (Unbreakable)                                         | David Dunn                                 |                                 |       |
| 2001 | Bandits                                                           | actor                                      |                                 |       |
| 2002 | The Crocodile Hunter: Collision Course                            | productor executiu                         |                                 |       |
| 2002 | La guerra de Hart (Hart's War)                                    | actor                                      |                                 |       |
| 2003 | Rugrats, vacances salvatges (Rugrats Go Wild)                     | veu                                        |                                 |       |
| 2003 | Els àngels de Charlie: Al límit (Charlie's Angels: Full Throttle) |                                            |                                 |       |
| 2003 | Llàgrimes del sol (Tears of the Sun)                              | actor                                      |                                 |       |
| 2004 | Ocean's Twelve                                                    | actor                                      |                                 |       |
| 2004 | Més falses aparences (The Whole Ten Yards)                        | actor (Jimmy "El Tulipà" Tudeski)          |                                 |       |
| 2005 | Hostage                                                           | actor                                      |                                 |       |
| 2005 | Sin City                                                          | actor                                      |                                 |       |
| 2006 | El cas Slevin (Lucky Number Slevin)                               | actor                                      |                                 |       |
| 2006 | Veïns invasors (Over the Hedge)                                   | veu                                        |                                 |       |
| 2006 | Fast Food Nation                                                  | actor                                      |                                 |       |
| 2006 | 16 carrers (16 Blocks)                                            | actor, producció                           |                                 |       |
| 2007 | Live Free or Die Hard                                             | actor (Tinent John McClane)                |                                 |       |
| 2007 | Planet Terror                                                     | actor                                      |                                 |       |
| 2007 | Alpha Dog                                                         | actor                                      |                                 |       |
| 2008 | What Just Happened?                                               | actor                                      |                                 |       |
| 2009 | Surrogates                                                        | actor (policia)                            |                                 |       |
| 2009 | Assassination of a High School President                          | actor                                      |                                 |       |
| 2010 | Red                                                               | actor                                      |                                 |       |
| 2011 | Set Up                                                            | actor (Jack Biggs)                         |                                 |       |
| 2011 | Catch. 44                                                         | actor (Mel)                                |                                 |       |
| 2012 | Moonrise Kingdom                                                  | actor (Captain Sharp)                      |                                 |       |
| 2012 | The Expendables 2                                                 | actor (Mr. Church)                         |                                 |       |
| 2012 | Lay the Favorite                                                  | actor                                      |                                 |       |
| 2012 | The Cold Light of Day                                             | actor (Martin)                             |                                 |       |
| 2012 | Looper                                                            | Joe vell                                   |                                 |       |
| 2013 | A Good Day to Die Hard                                            | actor (John McClane)                       |                                 |       |
| 2013 | G. I Joe: Retaliation                                             | actor (General)                            |                                 |       |
| 2013 | Red 2                                                             | actor (Frank Moses)                        |                                 |       |
| 2014 | Sin City: A Dame to Kill For                                      | John Hartigan                              |                                 |       |
| 2014 | The Prince                                                        | Omar                                       | Directa DVD                     |       |
| 2015 | Vice                                                              | Julian Michaels                            | Directa DVD                     |       |
| 2015 | Rock the Kasbah                                                   | Bombay Brian                               |                                 | [ 4 ] |
| 2015 | Extraction                                                        | Leonard Turner                             | Directa a DVD                   |       |
| 2016 | Precious Cargo                                                    | Eddie Pilosa                               | Directa a DVD                   |       |
| 2016 | Els conspiradors (Marauders)                                      | Jeffrey Hubert                             | Directa a DVD                   |       |
| 2016 | Split                                                             | David Dunn                                 | No apareix als títols de crèdit |       |
| 2017 | Once Upon a Time in Venice                                        | Steve                                      | Directa a plataformes de vídeo  |       |
| 2017 | L'últim tret (First Kill)                                         | Cap de Policia Marvin Howell               | Directa a plataformes de vídeo  |       |
| 2018 | Acts of Violence                                                  | Detectiu James Avery                       | Directa a plataformes de vídeo  |       |
| 2018 | Death Wish                                                        | Paul Kersey                                |                                 |       |
| 2018 | Air Strike                                                        | Jack                                       | Directa a DVD                   | [ 5 ] |
| 2018 | Reprisal                                                          | James                                      | Directa a DVD                   |       |
| 2019 | Glass                                                             | David Dunn/ The Overseer                   |                                 | [ 6 ] |
| 2019 | La Lego pel·lícula 2 (The Lego Movie 2: The Second Part)          | D'ell mateix (veu)                         | Cameo                           | [ 7 ] |
| 2019 | Motherless Brooklyn                                               | Frank Minna                                |                                 |       |
| 2019 | 10 Minutes Gone                                                   | Rex                                        | Directa a DVD                   |       |
| 2019 | Trauma Center                                                     | Steve Wakes                                | Directa a DVD                   |       |
| 2020 | Sobreviu aquesta nit (Survive the Night)                          | Frank Clark                                | Directa a DVD                   |       |
| 2020 | Hard Kill                                                         | Donovan Chalmers                           | Directa a DVD                   |       |
| 2020 | Breach                                                            | Clay Young                                 | Directa a DVD                   |       |
| 2021 | Cosmic Sin                                                        | James Ford                                 | Directa a DVD                   |       |
| 2021 | Sense escapatòria (Out of Death)                                  | Jack Harris                                | Directa a DVD                   |       |
| 2021 | Darrere la pista de l'assassí (Midnight in the Switchgrass)       | Karl Helter                                | Directa a DVD                   |       |
| 2021 | En terres perilloses (Survive the Game)                           | David Watson                               | Directa a DVD                   |       |
| 2021 | Apex                                                              | Thomas Malone                              | Directa a DVD                   |       |
| 2021 | Deadlock                                                          | Ron Whitlock                               | Directa a DVD                   |       |
| 2021 | Fortress                                                          | Robert Michaels                            | Directa a DVD                   |       |
| 2022 | American Siege                                                    | Ben Watts                                  | Directa a DVD                   |       |
| 2022 | Conspiració a Hollywood (Gasoline Alley)                          | Bill Freeman                               | Directa a DVD                   |       |
| 2022 | Un dia per morir (A Day to Die)                                   | Alston                                     | Directa a DVD                   |       |
| 2022 | Corrective Measures                                               | Julius Loeb                                | Directa a DVD                   |       |
| 2022 | La fortalesa: l'ull del franctirador (Fortress: Sniper's Eye)     | Robert Michaels                            | Directa a DVD                   |       |
| 2022 | El preu de la venjança (Vendetta)                                 | Donnie Fetter                              | Directa a DVD                   |       |
| 2022 | White Elephant                                                    | Arnold Solomon                             | Directa a DVD                   |       |
| 2022 | Wrong Place                                                       | Frank Richards                             | Directa a DVD                   |       |
| 2022 | Wire Room                                                         | Shane Mueller                              | Directa a DVD                   |       |
| 2022 | Detective Knight: Rogue                                           | James Knight                               | Directa a DVD                   |       |
| 2022 | Paradise City                                                     | Ian Swan                                   | Directa a DVD                   |       |
| 2022 | Detective Knight: Redemption                                      | Detective James Knight                     | Directa a DVD                   |       |
| 2023 | Detective Knight: Independence                                    | James Knight                               | Directa a DVD                   |       |
| 2023 | Assassin                                                          | Valmora                                    | Directa a DVD; últim paper      |       |

## Premis

### Premis Globus d'Or
| Any  | Categoria                                                      | Pel·lícula        | Resultat  |
| ---- | -------------------------------------------------------------- | ----------------- | --------- |
| 1989 | Globus d'Or al millor actor secundari                          | Records de guerra | Candidat  |
| 1988 | Globus d'Or al millor actor de sèrie de TV - Comèdia o musical | Moonlighting      | Candidat  |
| 1987 | Globus d'Or al millor actor de sèrie de TV - Comèdia o musical | Moonlighting      | Guanyador |
| 1986 | Globus d'Or al millor actor de sèrie de TV - Comèdia o musical | Moonlighting      | Candidat  |